# Martin Winter
Martin Winter (Zerbst, 5 november 1955 - Maagdenburg, 21 februari 1988) was een Oost-Duits roeier. Winter maakte zijn debuut met een bronzen medaille in de skiff tijdens de wereldkampioenschappen roeien 1975. Een jaar later behaalde Winter zijn eerste wereldtitel in de dubbel-vier tijdens de wereldkampioenschappen roeien 1977, deze titel verlengde Winter tijdens de wereldkampioenschappen roeien 1978. Tijdens Winter zijn enige Olympische spelen werd hij olympisch kampioen in de dubbel-vier tijdens de Olympische Zomerspelen 1980. Bij de wereldkampioenschappen roeien 1981 en 1982 werd Winter voor de derde en vierde maal wereldkampioen in de dubbel-vier.

## Resultaten
- Wereldkampioenschappen roeien 1975 in Nottingham  in de skiff
- Wereldkampioenschappen roeien 1977 in Amsterdam  in de dubbel-vier
- Wereldkampioenschappen roeien 1978 in Cambridge  in de dubbel-vier
- Wereldkampioenschappen roeien 1979 in Bled  in de dubbel-twee
- Olympische Zomerspelen 1980 in Moskou  in de dubbel-vier
- Wereldkampioenschappen roeien 1981 in München  in de dubbel-vier
- Wereldkampioenschappen roeien 1982 in Luzern  in de dubbel-vier
- Wereldkampioenschappen roeien 1983 in Duisburg  in de dubbel-vier

1976: Wolfgang Güldenpfennig & Rüdiger Reiche & Karl-Heinz Bußert & Michael Wolfgramm ·
1980: Frank Dundr & Carsten Bunk & Uwe Heppner & Martin Winter ·
1984: Albert Hedderich & Raimund Hörmann & Dieter Wiedenmann & Michael Dürsch ·
1988: Agostino Abbagnale & Davide Tizzano & Gianluca Farina & Piero Poli ·
1992: André Willms & Hajek & Steinbach & Stephan Volkert] ·
1996: André Steiner & Stephan Volkert & Andreas Hajek & André Willms ·
2000: Agostino Abbagnale & Alessio Sartori & Rossano Galtarossa & Simone Raineri ·
2004: Nikolai Spinev & Igor Kravtsov & Aleksei Svirin & Sergej Fedorovstev ·
2008: Michał Jeliński & Marek Kolbowicz & Adam Korol & Konrad Wasielewski ·
2012: Karl Schulze & Philipp Wende & Lauritz Schoof & Tim Grohmann ·
2016: Karl Schulze & Philipp Wende & Lauritz Schoof & Hans Gruhne ·
2020: Dirk Uittenbogaard & Abe Wiersma & Tone Wieten & Koen Metsemakers ·
2024: Koen Metsemakers & Tone Wieten & Finn Florijn & Lennart van Lierop